# Ghermezi Bolagh
Ghermezi Bolagh – wieś w Iranie, w ostanie Azerbejdżan Zachodni, w szahrestanie Mijandoab. W 2006 roku liczyła 179 mieszkańców.